# فيديريكو فونغ
فيديريكو فونغ (بالإنجليزية: Federico Fong)‏ هو منتج أسطوانات وموسيقي أمريكي، ولد في 1967 في سان رافاييل في الولايات المتحدة.

## وصلات خارجية
- الموقع الرسمي
- فيديريكو فونغ على موقع IMDb (الإنجليزية)
- فيديريكو فونغ على موقع ميوزك برينز (الإنجليزية)